# Паркер (Пенсільванія)
Паркер (англ. Parker) — місто (англ. city) в США, в окрузі Армстронг штату Пенсільванія. Населення — 695 осіб (2020).

## Географія
Паркер розташований за координатами 41°5′26″ пн. ш. 79°41′5″ зх. д. / 41.09056° пн. ш. 79.68472° зх. д. (41.090639, -79.684590).  За даними Бюро перепису населення США в 2010 році місто мало площу 2,48 км², уся площа — суходіл.

## Демографія
Згідно з переписом 2010 року, у місті мешкало 840 осіб у 355 домогосподарствах у складі 221 родини. Густота населення становила 339 осіб/км².  Було 400 помешкань (161/км²).
Расовий склад населення:
| - 98,8 % — білих - 0,4 % — чорних або афроамериканців |

До двох чи більше рас належало 0,8 %. Частка іспаномовних становила 0,5 % від усіх жителів.
За віковим діапазоном населення розподілялося таким чином: 24,0 % — особи молодші 18 років, 58,7 % — особи у віці 18—64 років, 17,3 % — особи у віці 65 років та старші. Медіана віку мешканця становила 38,9 року. На 100 осіб жіночої статі у місті припадало 88,8 чоловіків;  на 100 жінок у віці від 18 років та старших — 92,7 чоловіків також старших 18 років.
Середній дохід на одне домашнє господарство  становив 48 933 долари США (медіана — 41 250), а середній дохід на одну сім'ю — 55 224 долари (медіана — 49 000). Медіана доходів становила 40 625 доларів для чоловіків та 33 594 долари для жінок. За межею бідності перебувало 11,2 % осіб, у тому числі 17,2 % дітей у віці до 18 років та 2,7 % осіб у віці 65 років та старших.
Цивільне працевлаштоване населення становило 277 осіб. Основні галузі зайнятості: освіта, охорона здоров'я та соціальна допомога — 22,0 %, роздрібна торгівля — 12,3 %, виробництво — 12,3 %.